# 제1회 홍콩 영화 금상장
제1회 홍콩 영화 금상장의 시상식에 관한 내용이다.

## 수상 및 후보

### 작품상
- 부자정 - 방육평 수상

### 감독상
- 부자정 - 방육평 수상

### 각본상
- 호월적고사 - 장젠팅 수상

### 남우주연상
- 미스터 부 4 - 마등보표 - 허관문 수상

### 여우주연상
- 장배 - 혜영홍 수상